# Allenbach
Allenbach ist eine Ortsgemeinde im Landkreis Birkenfeld in Rheinland-Pfalz. Sie gehört der Verbandsgemeinde Herrstein-Rhaunen an.

## Geografie
Allenbach liegt im Naturpark Saar-Hunsrück. Zur Gemeinde gehört auch der Wohnplatz Hüttgeswasen. Allenbach ist eine Nationalparkgemeinde im Nationalpark Hunsrück-Hochwald.

## Geschichte
Als „Ellenbach“ erstmals 1265 erwähnt wurde, gehörte es zur Grafschaft Sponheim. 1601 wurde aus der Ellenburg das Allenbacher Schloss, das heute im Ortskern von Allenbach steht. Karl IV. (Lothringen) (1604–1675), Herzog von Lothringen, starb während eines Feldzugs im Dienste des Kaisers am 18. September 1675 in Allenbach.
In Hüttgeswasen zu Allenbach lebte und arbeitete in der zweiten Hälfte des 18. Jahrhunderts etwa zwölf Jahre lang der Holzfäller und Köhler Johann Peter Petri, genannt Schwarzer Peter, der als Räuber zu trauriger Berühmtheit gelangte. Er soll im Zuchthaus das Kartenspiel Schwarzer Peter erfunden haben.
Im Jahr 1794 hatten französische Revolutionstruppen das Linke Rheinufer besetzt. Unter der französischen Verwaltung gehörte Allenbach von 1798 bis 1814 zum Kanton Rhaunen im Saardepartement. Die Region wurde 1815 auf dem Wiener Kongress dem Königreich Preußen zugesprochen. Von 1816 an gehörte die Gemeinde Allenbach zum neuen Kreis Bernkastel im Regierungsbezirk Trier, von 1822 an ein Teil der Rheinprovinz, und wurde von der Bürgermeisterei Wirschweiler verwaltet.
Im Februar 1898 wurde das Schloss Allenbach vom Idarer Kaufmann Max Purper gekauft. In der Nähe des Schlosses befindet sich die evangelische Schlosskirche, in der sich seit 1832 eine Stumm-Orgel befindet.
Im Rahmen der ersten rheinland-pfälzischen Verwaltungsreform wurde Allenbach 1969 mit einigen umliegenden Gemeinden in den Landkreis Birkenfeld eingegliedert.
Bevölkerungsentwicklung
Die Entwicklung der Einwohnerzahl von Allenbach, die Werte von 1871 bis 1987 beruhen auf Volkszählungen:
| Jahr | Einwohner |
| ---- | --------- |
| 1815 | 579       |
| 1835 | 885       |
| 1871 | 668       |
| 1905 | 569       |
| 1939 | 611       |
| 1950 | 602       |
| 1961 | 698       |

| Jahr | Einwohner |
| ---- | --------- |
| 1970 | 743       |
| 1987 | 730       |
| 1997 | 712       |
| 2005 | 695       |
| 2011 | 650       |
| 2017 | 646       |
| 2022 | 624       |

## Politik

### Gemeinderat
Der Gemeinderat in Allenbach besteht aus zwölf Ratsmitgliedern, die bei der Kommunalwahl am 9. Juni 2024 in einer Mehrheitswahl gewählt wurden, und – wenn das Amt wieder besetzt werden konnte – dem direkt gewählten ehrenamtlichen Ortsbürgermeister als Vorsitzendem.

### Bürgermeister
Die Stelle des Ortsbürgermeisters ist seit dem 1. November 2024 vakant. Da für die Direktwahl am 9. Juni 2024 kein Wahlvorschlag eingereicht wurde, obliegt die Neuwahl des Bürgermeisters gemäß rheinland-pfälzischer Gemeindeordnung dem Rat dem Gemeinde. Dieser konnte jedoch keinen Bewerber finden, und der geschäftsführende bisherige Ortsbürgermeister Siegfried Burmann hat sein Amt mit Ablauf des 31. Oktober 2024 niedergelegt. Die Amtsgeschäfte werden durch den Ersten Beigeordneten Christian Adam und den Zweiten Beigeordneten Immanuel Klein wahrgenommen.
Die ehemaligen Ortsvorsteher, bzw. seit 1932 Ortsbürgermeister, der Gemeinde sind:
- 1892–1912 F. Näher
- 1912–1916 K. Keßler
- 1928–1932 J. Purper
- 1932–1945 K. Müller
- 1945–1946 W. Fuchs
- 1946–1947 K. Schmidt
- 1948–1956 F. Röper
- 1956–1960 A. Cullmann
- 1960–1974 O. Paulus
- 1974–2004 E. Steuer
- 2004–2024 Siegfried Burmann[7][6]

### Wappen
| Wappen von Allenbach | Blasonierung: „In schräglinks geteiltem Schild vorne in Blau eine goldene Burg mit schwarzen Fenstern und einer Tür, aus der ein zweigeteilter silberner Wellenbalken zeigt, hinten rot-silbernes Schach.“  |
| Wappen von Allenbach | Wappenbegründung: Der vordere Schildteil zeigt ein Symbol aus dem Siegel von Allenbach (18. Jahrhundert). Der hintere Schildteil verweist auf die ehemalige Zugehörigkeit zur hinteren Grafschaft Sponheim. |

## Kultur und Sehenswürdigkeiten

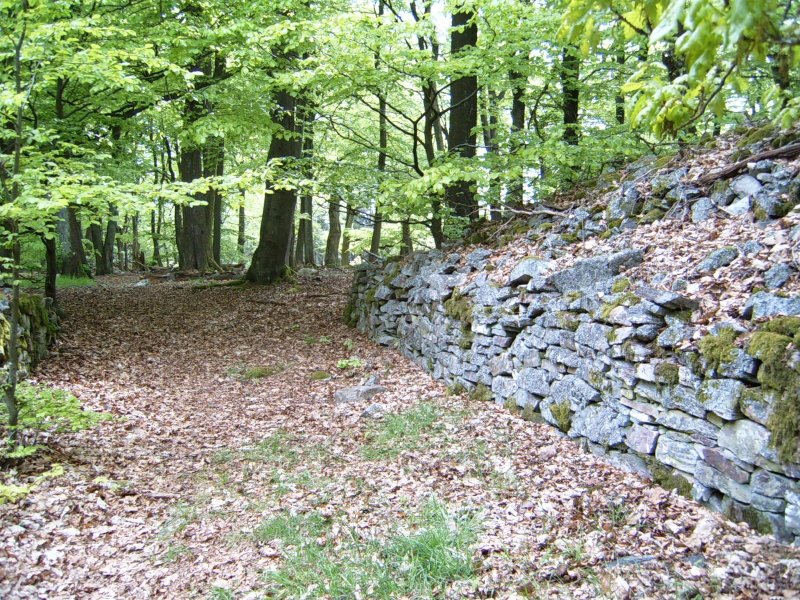
Eingang Ringwall bei Allenbach

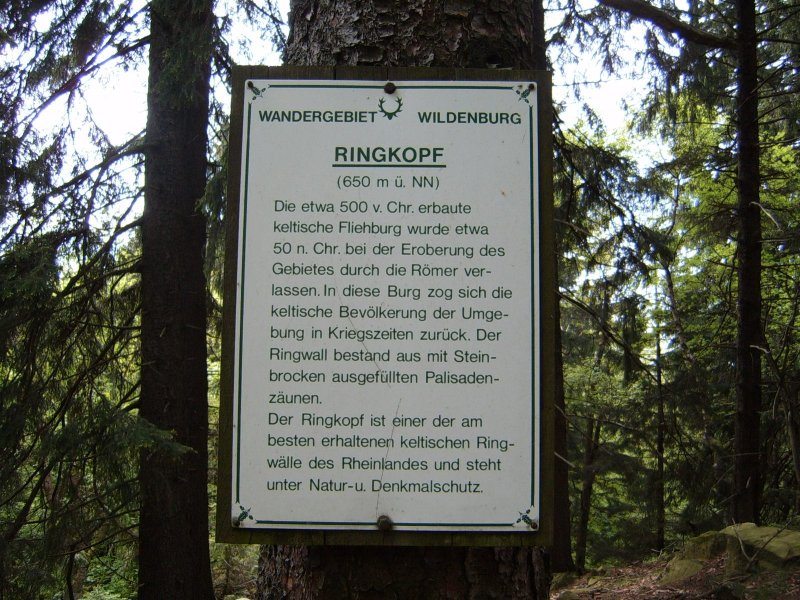
Ringwall Info

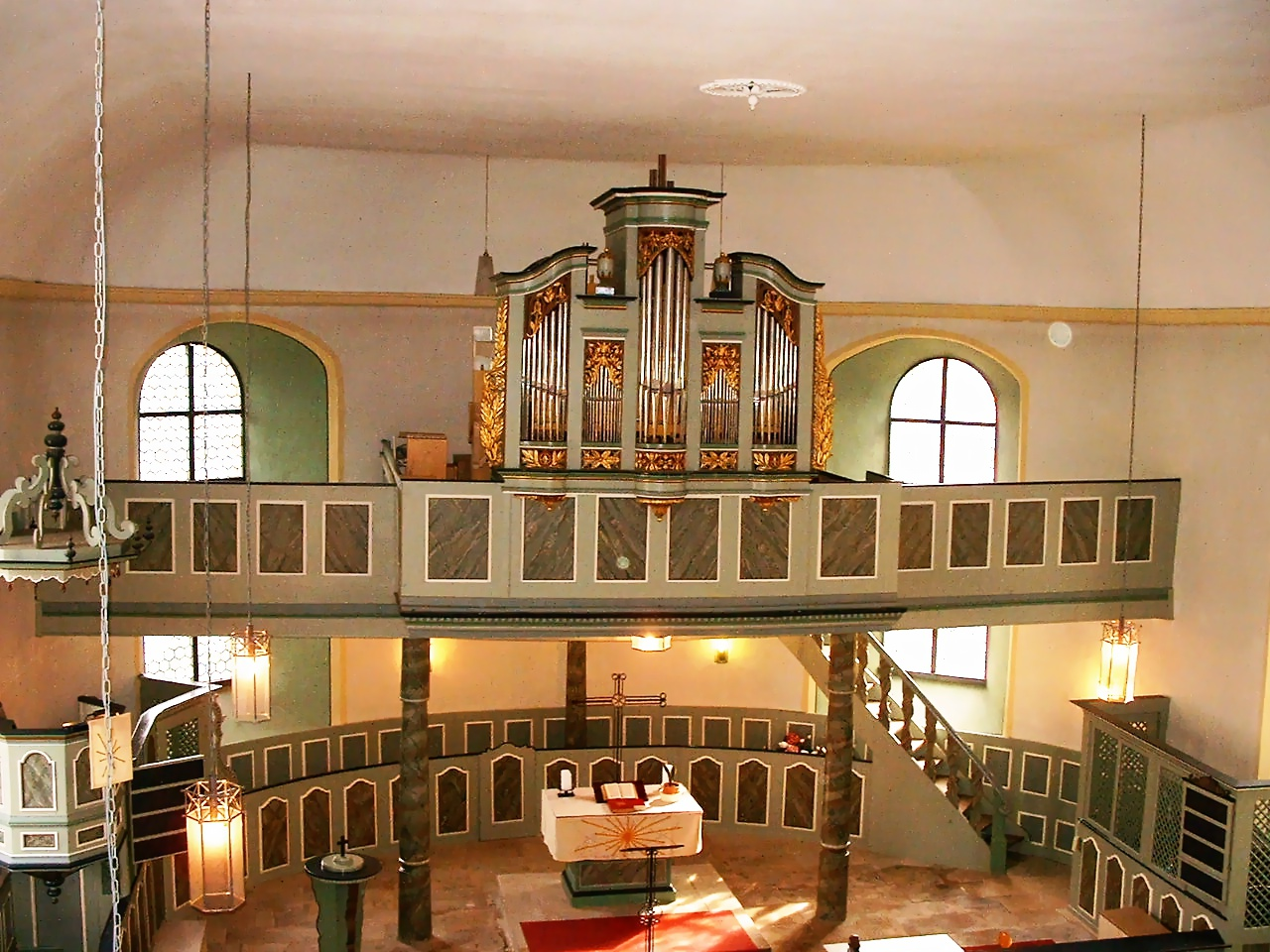
Schlosskirche

- Keltische Wallanlage auf dem Ringkopf bei Allenbach
- Schloss Allenbach
- Die Evangelische Schlosskirche zu Allenbach im Kern des Orts
- Historische Mahlmühle

Siehe auch:
- Liste der Kulturdenkmäler in Allenbach
- Liste der Naturdenkmale in Allenbach

## Personen
- Karl IV. (1604–1675), Herzog von Lothringen und Bar von 1625 bis 1675, verstarb am 18. September 1675 in Allenbach.